# Anderson Müller
Anderson Müller David (Nilópolis, 9 de novembro de 1969) é um ator e produtor brasileiro.
Na televisão, participou de diversas novelas e seriados, além de alguns filmes no cinema. É filho de Aniz Abraão David, presidente de honra da escola de samba Beija-Flor, e de sua ex-companheira Eliana Santos Müller de Campos, assassinada aos 44 anos, em 1991.

## Vida pessoal
É pai da atriz Thais Müller e do cantor Thiago Muniz Müller, frutos do seu casamento com Marcela Muniz, e primo de Catarina Abdala, a qual o incentivou a estudar teatro na juventude. Desde 2004, é casado com o médico Paulinho.

## Carreira

### Televisão
| Ano     | Título                             | Papel                      | Notas                                   |
| ------- | ---------------------------------- | -------------------------- | --------------------------------------- |
| 1987    | Brega & Chique                     | Quibe Frito                |                                         |
| 1988    | Bebê a Bordo                       | Bad Boy                    |                                         |
| 1991–94 | Os Trapalhões                      | Vários personagens         |                                         |
| 1996    | Quem É Você?                       | Bolhudo                    |                                         |
| 1998    | Malhação                           | Bermuda                    |                                         |
| 2000–01 | Bambuluá                           | Serapião                   | Temporadas 1–2                          |
| 2003    | Carga Pesada                       | Ney                        | Episódio: "A Vaca de Milhão"            |
| 2005    | América                            | Ariovaldo da Paiva Gomes   |                                         |
| 2006    | Linha Direta Justiça               | Luiz Bigode                | Episódio: "O Roubo da Taça Jules Rimet" |
| 2007    | Amazônia, de Galvez a Chico Mendes | Osmarino                   |                                         |
| 2009    | Caminho das Índias                 | Abel Almeida               |                                         |
| 2010    | Aventuras do Didi                  | Marido                     | Episódio: "4 de setembro"               |
| 2010    | O Relógio da Aventura              | Cozinheiro do Imperador    | Especial de fim de ano                  |
| 2011    | Malhação Conectados                | Ademir Fernandes           |                                         |
| 2012    | As Brasileiras                     | Lino                       | Episódio: "A Sexóloga de Floripa"       |
| 2012    | Salve Jorge                        | Murat Aslan                |                                         |
| 2013    | Super Chef Celebridades            | Participante               | Temporada 2                             |
| 2014    | Por Isso Eu Sou Vingativa          | Pedro Paulo Peixoto        |                                         |
| 2014    | Vai Que Cola                       | Raposo                     | Episódio: "Tubaroa"                     |
| 2015    | As Canalhas                        | José Carlos (Zeca)         | Episódio: "Maria da Silva"              |
| 2015    | Odeio Segundas                     | Victor Murtinho (Murtinho) |                                         |
| 2017    | O Rico e Lázaro                    | Tamir                      |                                         |
| 2019    | Bom Sucesso                        | Antônio da Silva (Tonho)   |                                         |
| 2024    | Toda Família Tem                   | Jeferson                   |                                         |

### Cinema
| Ano  | Título                                                 | Papel           | Nota           |
| ---- | ------------------------------------------------------ | --------------- | -------------- |
| 1987 | A Cor do Seu Destino                                   | Fathy           |                |
| 1987 | Aurora                                                 |                 | Curta-metragem |
| 1992 | Oswaldianas                                            |                 |                |
| 1994 | Babel Rum                                              |                 | Curta-metragem |
| 2002 | Avassaladoras                                          | Túlio           |                |
| 2004 | Olga                                                   | Paul Gruber     |                |
| 2011 | O Caso Libras                                          |                 | Curta-metragem |
| 2012 | O Inventor de Sonhos                                   | Cozinheiro Coxo |                |
| 2014 | Encantados                                             | Fortunato       |                |
| 2015 | O Duelo (The Duel: A Story Where Truth Is Mere Detail) | Dr. Firmino     |                |
| 2015 | O Vendedor de Passados                                 | Ernani          |                |
| 2018 | O Candidato Honesto 2                                  | Pedro Rebento   |                |

## Prêmios e indicações
| Ano  | Prêmio          | Categoria                    | Trabalho              | Resultado |
| ---- | --------------- | ---------------------------- | --------------------- | --------- |
| 1987 | Prêmio Mambembe | Melhor Ator em Peça Infantil | De Repente no Recreio | Indicado  |
| 2009 | Melhores do Ano | Melhor Ator Coadjuvante      | Caminho das Índias    | Indicado  |